# Kenya aux Jeux du Commonwealth
Le Kenya participe aux Jeux du Commonwealth depuis les Jeux de 1954 à Vancouver. Excepté sa participation au boycott des Jeux de 1986, le pays a pris part à toutes les éditions des Jeux depuis cette date.
Le Kenya est une puissance sportive conséquente aux Jeux. Huitième au classement des médailles, le pays compte à son palmarès 220 médailles, dont 81 en or. La quasi-totalité de ces médailles proviennent des épreuves d'athlétisme et de boxe - excepté quatre médailles de bronze en haltérophilie, et une médaille d'or en natation (Jason Dunford au 50 mètres papillon en 2010). L'exploit le plus remarquable des Kenyans est d'avoir remporté l'or au 3 000 mètres steeple chez les hommes à tous les Jeux depuis 1974, sauf ceux de 1986 en raison de leur boycott. Depuis 1998, ils obtiennent sans discontinuer les trois places sur le podium dans cette discipline. Le Kenya a également remporté l'or, l'argent et le bronze au steeple chez les femmes en 2010 et en 2014, totalisant ainsi trente-quatre médailles dans cette seule discipline (les deux sexes confondus). Les Kenyans ont par ailleurs remporté onze médailles d'or sur 800 mètres (huit chez les hommes, trois chez les femmes), neuf sur 5 000 mètres (dont six chez les hommes), huit au 1 500 mètres (dont cinq chez les hommes), et huit au 10 000 mètres (dont cinq chez les femmes). Ils ont remporté quatre fois le marathon (deux chez les hommes, deux chez les femmes).
Malgré cette spécialisation, des athlètes kenyans ont également pris part à des épreuves de badminton, de boulingrin, de cyclisme (fréquemment), de judo (depuis 2002), de lutte, de rugby à sept (depuis 2002), de squash (depuis 1998), de tennis (en 2010), de tennis de table (depuis 2002), de tir, et de tir à l'arc (trois archers en 2010).

## Médailles
Résultats par Jeux :
| Année | Médaille d'or | Médaille d'argent | Médaille de bronze | Total   | Rang    |
| ----- | ------------- | ----------------- | ------------------ | ------- | ------- |
| 1954  | 0             | 0                 | 0                  | 0       | -       |
| 1958  | 0             | 0                 | 2                  | 2       | 20      |
| 1962  | 2             | 2                 | 1                  | 5       | 9       |
| 1966  | 4             | 1                 | 3                  | 8       | 8       |
| 1970  | 5             | 3                 | 6                  | 14      | 5       |
| 1974  | 7             | 2                 | 9                  | 18      | 5       |
| 1978  | 7             | 6                 | 5                  | 18      | 4       |
| 1982  | 4             | 2                 | 4                  | 10      | 9       |
| 1986  | absents       | absents           | absents            | absents | absents |
| 1990  | 6             | 9                 | 3                  | 18      | 7       |
| 1994  | 7             | 4                 | 8                  | 19      | 7       |
| 1998  | 7             | 5                 | 4                  | 16      | 8       |
| 2002  | 4             | 8                 | 4                  | 16      | 12      |
| 2006  | 6             | 5                 | 7                  | 18      | 10      |
| 2010  | 12            | 11                | 10                 | 33      | 5       |
| 2014  | 10            | 10                | 5                  | 25      | 9       |
| Total | 81            | 68                | 71                 | 220     | 8       |

Athlètes ayant remporté au moins trois médailles d'or aux Jeux :
| Nom            | Médailles d'or | Jeux       | Discipline | Épreuves                       |
| -------------- | -------------- | ---------- | ---------- | ------------------------------ |
| Charles Asati  | quatre         | 1970, 1974 | Athlétisme | 400 mètres, relai 4x400 mètres |
| Kipchoge Keino | trois          | 1966, 1970 | Athlétisme | 1 mile, 3 miles, 1 500 mètres  |

## Records
Outre les records des courses masculines sur 1 mile, 3 miles et 6 miles, établis en 1966 et gravés à jamais dans le marbre en raison de l'abolition de ces épreuves, les Kenyans détiennent les cinq records suivants aux Jeux, tous en athlétisme :
| Athlète           | Jeux | Épreuves                    | Record         |
| ----------------- | ---- | --------------------------- | -------------- |
| Wilberforce Talel | 2002 | 10 000 mètres hommes        | 27 min 45 s 39 |
| Selina Kosgei     | 2002 | 10 000 mètres femmes        | 31 min 27 s 83 |
| Hellen Obiri      | 2014 | 1 500 mètres femmes         | 4 min 04 s 43  |
| Jonathan Ndiku    | 2014 | 3 000 mètres steeple hommes | 8 min 10 s 44  |
| Augustine Choge   | 2006 | 5 000 mètres steeple hommes | 12 min 56 s 41 |